# 2019년 5월 오만만 사건

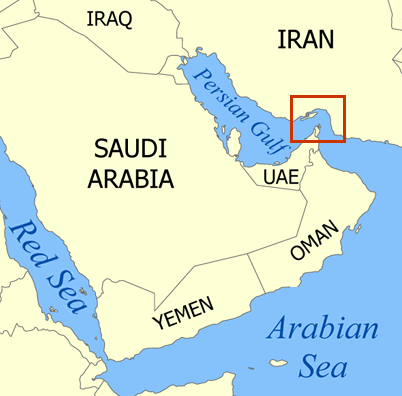
화살표가 호르무즈 해협이다.

바레인에 미 5함대가 주둔해 있다.

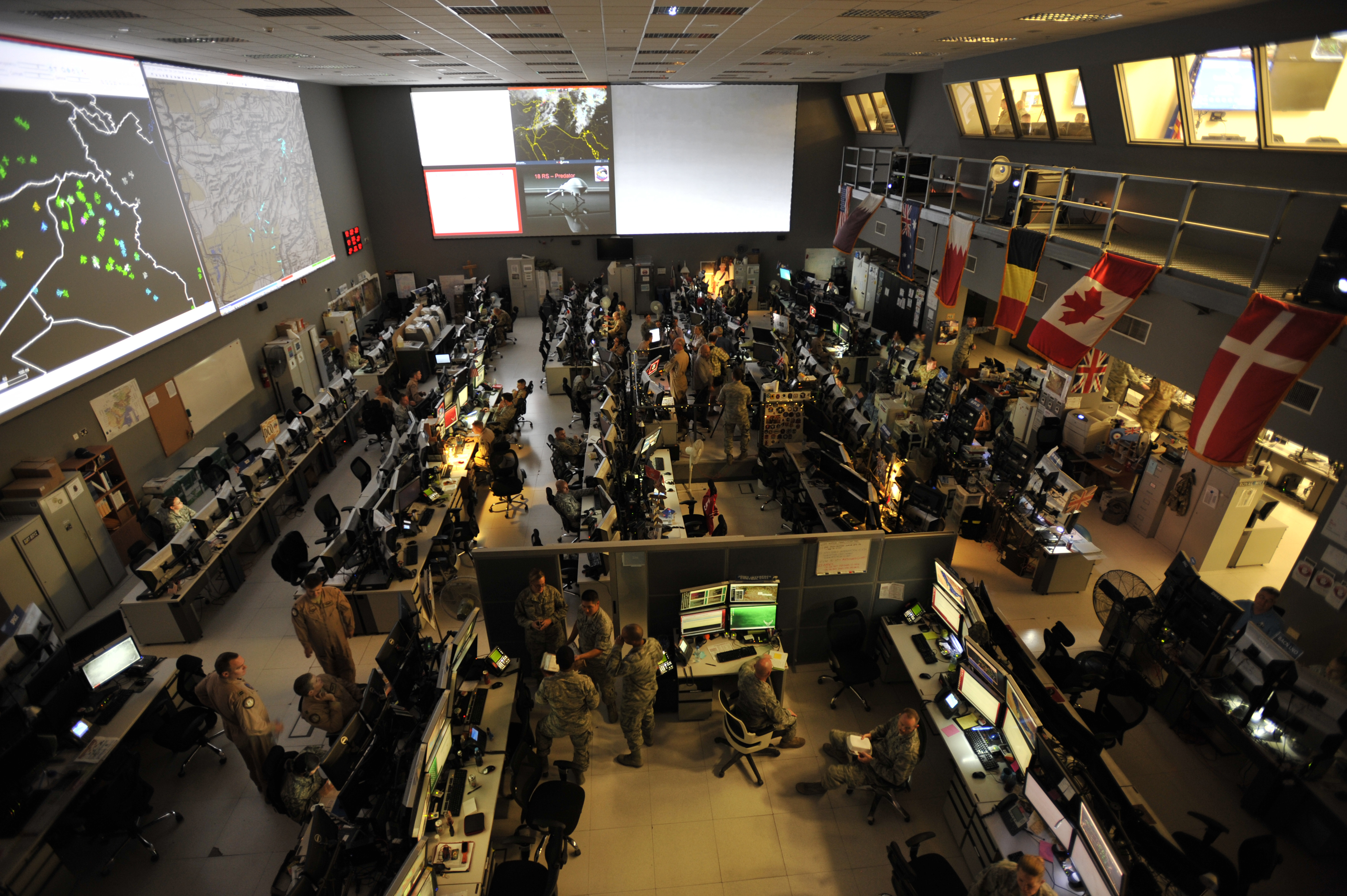
중동권 최대의 미군 기지인 카타르 알 우데이드 공군기지의 합동항공작전센터(CAOC)

2019년 푸자이라 사건은 2019년 5월 12일 푸자이라 해상에서 미국으로 향하던 사우디아라비아 유조선이 이란의 폭탄 테러 공격을 당한 사건이다.

## 역사
2019년 5월 2일, 미국 정부가 한국 등 8개 국가에 지난해 11월 5일부터 6개월간 이란산 원유 수입을 예외적으로 인정해줬던 제재 유예 조치를 연장하지 않기로 했다. 이란 정부는 제재에 대한 보복으로 우라늄 농축과 호르무즈 해협 봉쇄를 경고했다. 사우디아라비아, 쿠웨이트, 아랍에미리트, 카타르 등 중동 주요 산유국이 생산하는 원유가 대부분 호르무즈 해협을 통해 수출된다. 전세계 해상 원유수송량의 1/3이 호르무즈 해협을 통과한다.
5월 5일, 존 볼턴 미국 백악관 국가안보보좌관은 에이브러햄 링컨 항모전단과 폭격기들을 미 중부사령부 지역에 배치하고 있다고 말했다. 이란군의 공격 징후가 정확히 무엇인지는 알려지지 않았다.
5월 7일, 6일 핀란드에서 열린 북극 이사회 각료회의에 참석했던 마이크 폼페이오 미국 국무장관은 이날 앙겔라 메르켈 총리와 하이코 마스 외무장관과 회담할 예정이었으나, 갑자기 "긴급한 문제"가 발생했다면서, 일정을 취소하고 이라크 바그다드를 방문했다.
2019년 5월 8일, B-52H는 핵무기 탑재가 가능한 폭격기로 알우데이드 공군기지에 도착했다. 알우데이드 공군기지에는 미군 1만명이 주둔중이다. 중동을 관할하는 미국 중부사령부는 B-52H 전략 폭격기 4대가 9일 밤 카타르의 알우데이드 공군기지에 착륙한 사진을 공개했다. 이 폭격기들은 미국 백악관의 지시에 따라 미국 루이지애나주 박스데일 공군기지에서 카타르로 이동했다. 알우데이드 공군기지에는 미군 1만명이 주둔하고 있다.
5월 9일, 지중해에 있던 USS 에이브러햄 링컨 (CVN-72) 전단이 이집트의 수에즈 운하를 통과해 홍해에 진입했다.
5월 10일, 패트리어트 미사일 포대와 샌 안토니오급 상륙함인 USS 알링턴 (LPD-24)을 급파했다.
5월 12일, 호르무즈 해협과 가까운 UAE 푸자이라 해안 주변에서 사우디 유조선 2척을 포함해 상선 4척이 사보타주(의도적 파괴행위) 공격을 받았다. 미국은 공격 배후에 이란이 있을 가능성이 있다고 지목했다. 사우디아라비아 유조선 2척, UAE 유조선 1척, 노르웨이 상선 1척이 정박중이었는데 공격당했다.
푸자이라 해안 주변 지역은 이란이 미국의 제재에 맞서 봉쇄할 수 있다고 경고한 호르무즈 해협과 가까이 위치해 있다.
5월 14일, 미국이 최대 12만명의 병력을 파견하는 대이란 군사계획을 검토 중이라는 언론 보도가 나왔다.
5월 15일, 미국 국무부는 이라크 주재 외교공관에서 비필수 업무를 수행하는 자국 주재원들에 대해 철수령을 내렸다.
석유기업 엑손모빌도 16일, 18일 두 차례에 걸쳐 이라크 바스라 유전지대 직원들을 철수시켰다.
5월 16일, 미국 연방항공국(FAA)은 페르시아만 상공을 운항하는 민간 항공기에 안전주의보를 발령했다.
5월 18일, 제5함대 (미국) 주둔지로 중동 내 미국의 대표 우방국인 바레인은 이란, 이라크에 거주하는 자국민에게 즉각 철수를 권고했다.
5월 18일, 사우디를 포함한 여러 걸프국가가 미군 배치를 승인했다. 미국 정부가 걸프 해역과 여러 걸프국가에 미군 배치를 요청했고 이들 국가가 이를 승인했다. 현재 걸프 지역 내 바레인에는 미 5함대가 주둔하고, 카타르에 알우데이드 공군기지를 미국 공군이 사용하고 있다. 그러나 전투 목적의 지상군 병력은 상시 주둔하지 않는다.
5월 19일, 친이란 후티 반군은 사우디, 아랍에미리트(UAE) 등의 목표 300곳에 대한 군사작전 시작을 발표했다.

## 칼리즈 파르스 미사일

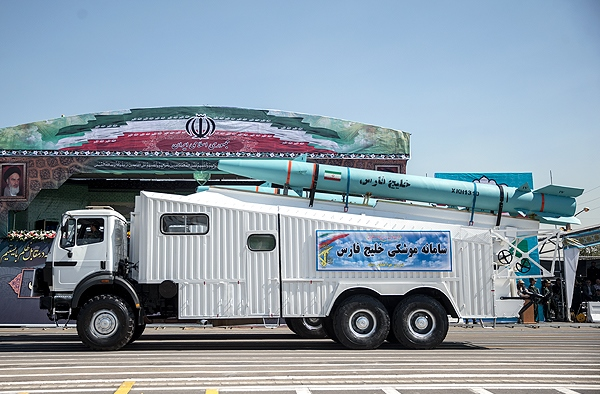
칼리즈 파르스 미사일

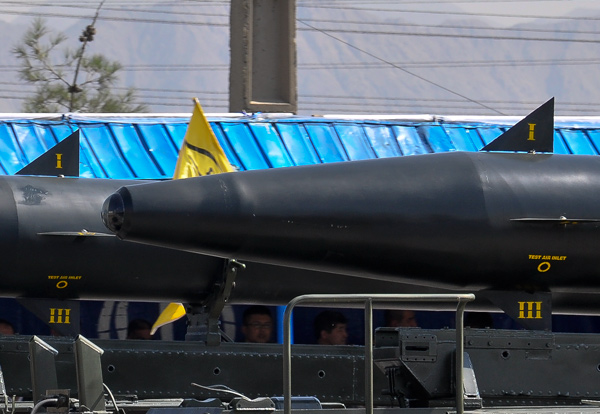
칼리즈 파르스 미사일의 시커

폼페이오 장관이 긴급한 사유로 이라크를 방문한 이유는, 이란이 페르시아만에서 선박에 단거리 탄도 미사일을 운반하는 사진을 촬영해서라고 보도되었다.
이란은 미국의 원유 수출 제재에 대한 보복으로 호르무즈 해협 봉쇄를 하겠다고 말했다.
5월 17일, 이란 혁명수비대 모하마드 살레 조카르 부사령관은 이란의 단거리 미사일이 페르시아만에 있는 미 해군 함정을 쉽게 타격할 수 있다고 주장했다.
이란의 단거리 탄도 대함 미사일은 칼리즈 파르스 미사일이다. 페르시아만 미사일이라고도 부른다. 대함탄도미사일(ASBM)로서, 2011년 실전배치되었으며, 사거리 300 km, 속도 마하 3, 탄두중량 650 kg, 1단 고체연료 미사일이다. 북한에도 수출한 파테-110 미사일의 탄두에 대함 탐색 시커를 장착했다. 사진을 보면 광학 카메라 탐색 시커로 보인다.

## 같이 보기
- 2019년 6월 오만만 사건